# Hans Edstrand
Hans Edstrand, född 3 maj 1915 i Ronneby, död 18 april 2002 i Göteborgs Vasa församling, var en svensk skeppsbyggare och generaldirektör.
Edstrand tog studentexamen i Karlskrona 1935, examen vid Kungliga tekniska högskolan (KTH) 1940 och blev teknologie doktor 1950 i Stockholm, varefter han blev docent i teoretiskt skeppsbyggeri vid Chalmers. Han var 1955–1964 chef och överdirektör för statens skeppsprovningsanstalt i Göteborg och generaldirektör där 1964-1981.
Edstrand invaldes 1962 som ledamot av Ingenjörsvetenskapsakademien.